# Батпаккаринское восстание
Батпаккаринское восстание — антисоветское восстание населения Батпаккаринского района и некоторых аулов Наурзумского и Тургайского районов Кустанайского округа 1—9 ноября 1929 года. Причины восстания — повсеместная конфискация.
По решению ЦИК КазАССР было конфисковано имущество 16 «байских хозяйств». Кампания сопровождалась необоснованными гонениями родных и близких «баев-полуфеодалов», «алашординцев» А. Байтурсынова, М. Дулатова, М. Есболова, руководителя национально-освободительного движения 1916 года А. Жанбоcынова. Это вызвало недовольство народа. Под арестом находились 50 человек, объявленные «контрреволюционерами», «националистами», «алашординцами». Главная цель повстанцев — их освобождение. Восставшие выдвинули лозунги: «Долой Советскую власть!», «Возвратить конфискованные земли!», «Вернуть конфискованное имущество владельцам!», «Да здравствует ханство!». 
2 ноября 1929 года захвачен Батпаккаринский районный центр, арестованы руководители района, представители местной власти. Были сожжены партийные, судебные, милицейские учреждения, кооперативы, хозяйства. Активистами восстания были Абайдильда Бекжанов, Сейтбек Калиев, Ахмедия Смагулов и другие. К рядам повстанцев присоединились 5 членов сельского совета, 3 коммуниста, 12 комсомольцев, 2 представитель «Союза бедноты». Предводители восстания провели собрание представителей всех сёл района и при каждом селе образовали «тройку аксакалов» («ақсақал үштігі»). Им было поручено организовать в каждом селе военный отряд из 50 человек. Планировалось создание ополчения из 1000 воинов (800 — из сёл Батпаккаринского района, 200 — из сёл Наурзумского района), захват населённых пунктов Батпаккаринского и Наурзумского районов, затем городов Тургай и Кустанай. Ханом был объявлен Омар Бармаков. Из-за малочисленности и плохого вооружения (75 винтовок) широкомасштабных военных действий осуществить не удалось. 
Восстание не смогло дать отпор карательному отряду, который арестовал около 200 восставших, в том числе Бармакова. 115 человек приговорены к расстрелу, 170 человек отправлены в исправительно-трудовые лагеря на срок от 2 до 10 лет, 28 человек — в ссылку на 3 года за пределы Казахстана, 17 человек осуждены условно.